# Катењо (Сондрио)
Катењо је насеље у Италији у округу Сондрио, региону Ломбардија.
Према процени из 2011. у насељу је живело 4 становника. Насеље се налази на надморској висини од 495 м.